# Auranticarpa edentata
Auranticarpa edentata là một loài thực vật có hoa trong họ Pittosporaceae. Loài này được L.W.Cayzer, Crisp & I.Telford mô tả khoa học đầu tiên năm 2000.